# Temporada da NBA de 1992–93
A Temporada da NBA de 1992–93 foi a 47.º temporada da National Basketball Association. O campeão foi o Chicago Bulls, ganhando do Phoenix Suns de 4 jogos a 2 nas Finais da NBA, marcando o terceiro título consecutivo de Chicago.

## Eventos
| Pré-temporada          | Pré-temporada        | Pré-temporada        |
| Franquia               | Treinador em 1991–92 | Treinador em 1992–93 |
| ---------------------- | -------------------- | -------------------- |
| Denver Nuggets         | Paul Westhead        | Dan Issel            |
| Detroit Pistons        | Chuck Daly           | Ron Rothstein        |
| Los Angeles Lakers     | Mike Dunleavy, Sr.   | Randy Pfund          |
| Milwaukee Bucks        | Frank Hamblen        | Mike Dunleavy, Sr.   |
| New Jersey Nets        | Bill Fitch           | Chuck Daly           |
| Philadelphia 76ers     | Jim Lynam            | Doug Moe             |
| Phoenix Suns           | Cotton Fitzsimmons   | Paul Westphal        |
| Sacramento Kings       | Rex Hughes           | Garry St. Jean       |
| San Antonio Spurs      | Bob Bass             | Jerry Tarkanian      |
| Temporada              |                      |                      |
| Franquia               | Técnico demitido     | Técnico contratado   |
| Dallas Mavericks       | Richie Adubato       | Gar Heard            |
| Minnesota Timberwolves | Jimmy Rodgers        | Sidney Lowe          |
| Philadelphia 76ers     | Doug Moe             | Fred Carter          |
| San Antonio Spurs      | Jerry Tarkanian      | Rex Hughes           |
| San Antonio Spurs      | Rex Hughes           | John Lucas           |

- O Jogo All-Star da NBA de 1993 foi jogado no Delta Center em Salt Lake City, Utah, com o Oeste derrotando o Leste por 135-132 na prorrogação. Para a felicidade dos fãs locais, Karl Malone e John Stockton do Utah Jazz foram nomeados co-MVPs do jogo.[2]
- O Phoenix Suns jogaram a sua primeira temporada na America West Arena.
- O San Antonio Spurs jogaram a sua última temporada na HemisFair Arena.
- O Charlotte Hornets tornou-se a primeira das quatro franquias de expansão do final da década de 1980 a ganhar uma série de playoff no arremesso de Alonzo Mourning no final do Jogo 4 da primeira rodada dos playoffs contra o Boston Celtics.
- Michael Jordan marcou o seu 20.000.º ponto na carreira e empatou o recorde de sete lideranças de pontos de Wilt Chamberlain.[3]
- No Jogo 3 das Finais da NBA, os Suns derrotaram os Bulls na terceira prorrogação, com o placar de 129-121. Esse jogo marcou a segunda vez que um jogo das finais durou três prolongamentos, juntamente com o Jogo 5 das Finais de 1976, que também envolveu os Suns. Coincidentemente, no jogo de 1976, Paul Westphal jogou pelos Suns, e no jogo de 1993, foi treinador dos Suns.[4]
- Michael Jordan marcou 40 ou mais pontos em 4 jogos consecutivos das finais da NBA, estabelecendo um recorde, e obteve uma média de 41,0 pontos por jogo da série nas finais da NBA.[5]
- O Chicago Bulls derrotou o Phoenix Suns nas finais da NBA, tornando-se a primeira franquia em quase 30 anos a ganhar três campeonatos consecutivos.
- O guarda do New Jersey Nets, Drazen Petrović, morreu num acidente de carro em Munique, Alemanha, em 7 de junho. Quase dois meses depois, em 27 de julho, o guarda do Boston Celtics, Reggie Lewis, desmaiou durante o treino e morreu de um problema cardíaco mais tarde no mesmo dia. Ambos foram mais tarde homenageados pelas suas respectivas equipes ao aposentarem os seus números, e Petrović acabaria por ser introduzido no Hall da Fama do Basquete.[6][7]
- Os Dallas Mavericks tornaram-se a terceira equipe a perder 70 jogos numa temporada, após o Philadelphia 76ers de 1972-73 e o Los Angeles Clippers de 1986-87, terminaram com 11-71. Mais tarde, os Denver Nuggets de 1997-98, os New Jersey Nets de 2009-10 e os Philadelphia 76ers de 2015-16 também iriam fazer parte desse grupo.[8]
- Durante a época regular, houve três casos em que os jogos tiveram de ser interrompidos devido a danos nos aros.
- Em 7 de fevereiro, no jogo entre o Orlando Magic e o Phoenix Suns na America West Arena, o novato de Orlando, Shaquille O'Neal, subiu para uma enterrada e devido ao seu tamanho e porte físico, o aro não conseguiu se suportar; os apoios se soltaram e a cesta se dobrou.
- Em 12 de março, durante um jogo entre o Chicago Bulls e New Jersey Nets na Brendan Byrne Arena que foi transmitido nacionalmente na TNT, o ala dos Nets Chris Morris estilhaçou o vidro atrás da borda com uma enterrada potente.
- Em 23 de abril, em outro jogo jogado em New Jersey entre os Nets e Magic, O'Neal atacou novamente; desta vez, enterrou com tanta força que toda a tabela, incluindo o relógio de arremesso posicionado por cima, foi puxado para fora da quadra, o que levou a liga a fornecer tabelas mais fortes à prova de estilhaços. No entanto, cada equipe é ainda obrigada a ter uma prancha de apoio sobresselente nas suas arenas domésticas, por via das dúvidas.[9]

## Alterações na NBA
- O Atlanta Hawks mudaram os seus uniformes.
- O Dallas Mavericks mudaram os seus uniformes de fora de verde para azul.
- O New York Knicks mudaram o seu logotipo.
- O Phoenix Suns mudaram o seu logotipo, uniformes, e mudaram-se para a America West Arena.

## Classificação

### Conferência Leste
| Equipe             | V  | D  | %V   | P  |
| ------------------ | -- | -- | ---- | -- |
| New York Knicks    | 60 | 22 | .732 | -  |
| Boston Celtics     | 48 | 34 | .585 | 12 |
| New Jersey Nets    | 43 | 39 | .524 | 17 |
| Orlando Magic      | 41 | 41 | .500 | 19 |
| Miami Heat         | 36 | 46 | .439 | 24 |
| Philadelphia 76ers | 26 | 56 | .317 | 34 |
| Washington Bullets | 22 | 60 | .268 | 38 |

| Equipe              | V  | D  | %V   | P  |
| ------------------- | -- | -- | ---- | -- |
| Chicago Bulls C     | 57 | 25 | .695 | -  |
| Cleveland Cavaliers | 54 | 28 | .659 | 3  |
| Charlotte Hornets   | 44 | 38 | .537 | 13 |
| Atlanta Hawks       | 43 | 32 | .524 | 14 |
| Indiana Pacers      | 41 | 24 | .500 | 16 |
| Detroit Pistons     | 40 | 45 | .488 | 17 |
| Milwaukee Bucks     | 28 | 46 | .341 | 29 |

### Conferência Oeste
| Equipe                 | V  | D  | %V   | P  |
| ---------------------- | -- | -- | ---- | -- |
| Houston Rockets        | 55 | 27 | .671 | -  |
| San Antonio Spurs      | 49 | 33 | .598 | 6  |
| Utah Jazz              | 47 | 35 | .573 | 8  |
| Denver Nuggets         | 36 | 46 | .439 | 19 |
| Minnesota Timberwolves | 19 | 63 | .232 | 36 |
| Dallas Mavericks       | 11 | 71 | .134 | 44 |

| Equipe                 | V  | D  | %V   | P  |
| ---------------------- | -- | -- | ---- | -- |
| Phoenix Suns           | 62 | 20 | .756 | -  |
| Seattle Supersonics    | 55 | 27 | .671 | 7  |
| Portland Trail Blazers | 51 | 31 | .622 | 11 |
| Los Angeles Clippers   | 41 | 41 | .500 | 21 |
| Los Angeles Lakers     | 39 | 43 | .476 | 23 |
| Golden State Warriors  | 34 | 48 | .415 | 28 |
| Sacramento Kings       | 25 | 57 | .305 | 37 |

* V: Vitórias * D: Derrotas * %V: Porcentagem de vitórias * P: Partidas de diferença para primeira posição * C: Campeão
|  | Primeira Rodada   | Primeira Rodada | Primeira Rodada |   |               | Semifinais da Conferência | Semifinais da Conferência | Semifinais da Conferência |  |   | Finais da Conferência | Finais da Conferência | Finais da Conferência |  |   | Finais da NBA | Finais da NBA | Finais da NBA |
|  |                   |                 |                 |   |               |                           |                           |                           |  |   |                       |                       |                       |  |   |               |               |               |
|  | 1                 | Knicks*         | 3               |   |               |                           |                           |                           |  |   |                       |                       |                       |  |   |               |               |               |
|  | 8                 | Pacers          | 1               |   |               |                           |                           |                           |  |   |                       |                       |                       |  |   |               |               |               |
|  | 8                 | Pacers          | 1               |   | 1             | Knicks*                   | 4                         |                           |  |   |                       |                       |                       |  |   |               |               |               |
|  |                   |                 |                 |   | 1             | Knicks*                   | 4                         |                           |  |   |                       |                       |                       |  |   |               |               |               |
|  |                   | 5               | Hornets         | 1 |               |                           |                           |                           |  |   |                       |                       |                       |  |   |               |               |               |
|  | 4                 | 5               | Hornets         | 1 | Celtics       | 1                         |                           |                           |  |   |                       |                       |                       |  |   |               |               |               |
|  | 4                 |                 |                 |   | Celtics       | 1                         |                           |                           |  |   |                       |                       |                       |  |   |               |               |               |
|  | 5                 | Hornets         | 3               |   |               |                           |                           |                           |  |   |                       |                       |                       |  |   |               |               |               |
|  | 5                 | Hornets         | 3               |   |               |                           |                           |                           |  | 1 | Knicks*               | 2                     |                       |  |   |               |               |               |
|  | Conferência Leste |                 |                 |   |               |                           |                           |                           |  | 1 | Knicks*               | 2                     |                       |  |   |               |               |               |
|  |                   | 2               | Bulls*          | 4 |               |                           |                           |                           |  |   |                       |                       |                       |  |   |               |               |               |
|  | 3                 | 2               | Bulls*          | 4 | Cavaliers     | 3                         |                           |                           |  |   |                       |                       |                       |  |   |               |               |               |
|  | 3                 |                 |                 |   | Cavaliers     | 3                         |                           |                           |  |   |                       |                       |                       |  |   |               |               |               |
|  | 6                 | Nets            | 2               |   |               |                           |                           |                           |  |   |                       |                       |                       |  |   |               |               |               |
|  | 6                 | Nets            | 2               |   | 3             | Cavaliers                 | 0                         |                           |  |   |                       |                       |                       |  |   |               |               |               |
|  |                   |                 |                 |   | 3             | Cavaliers                 | 0                         |                           |  |   |                       |                       |                       |  |   |               |               |               |
|  |                   | 2               | Bulls*          | 4 |               |                           |                           |                           |  |   |                       |                       |                       |  |   |               |               |               |
|  | 2                 | 2               | Bulls*          | 4 | Bulls*        | 3                         |                           |                           |  |   |                       |                       |                       |  |   |               |               |               |
|  | 2                 |                 |                 |   | Bulls*        | 3                         |                           |                           |  |   |                       |                       |                       |  |   |               |               |               |
|  | 7                 | Hawks           | 0               |   |               |                           |                           |                           |  |   |                       |                       |                       |  |   |               |               |               |
|  | 7                 | Hawks           | 0               |   |               |                           |                           |                           |  |   |                       |                       |                       |  | 2 | Bulls*        | 4             |               |
|  |                   |                 |                 |   |               |                           |                           |                           |  |   |                       |                       |                       |  | 2 | Bulls*        | 4             |               |
|  |                   | 1               | Suns*           | 2 |               |                           |                           |                           |  |   |                       |                       |                       |  |   |               |               |               |
|  | 1                 | 1               | Suns*           | 2 | Suns*         | 3                         |                           |                           |  |   |                       |                       |                       |  |   |               |               |               |
|  | 1                 |                 |                 |   | Suns*         | 3                         |                           |                           |  |   |                       |                       |                       |  |   |               |               |               |
|  | 8                 | Lakers          | 2               |   |               |                           |                           |                           |  |   |                       |                       |                       |  |   |               |               |               |
|  | 8                 | Lakers          | 2               |   | 1             | Suns*                     | 4                         |                           |  |   |                       |                       |                       |  |   |               |               |               |
|  |                   |                 |                 |   | 1             | Suns*                     | 4                         |                           |  |   |                       |                       |                       |  |   |               |               |               |
|  |                   | 5               | Spurs           | 2 |               |                           |                           |                           |  |   |                       |                       |                       |  |   |               |               |               |
|  | 4                 | 5               | Spurs           | 2 | Trail Blazers | 1                         |                           |                           |  |   |                       |                       |                       |  |   |               |               |               |
|  | 4                 |                 |                 |   | Trail Blazers | 1                         |                           |                           |  |   |                       |                       |                       |  |   |               |               |               |
|  | 5                 | Spurs           | 3               |   |               |                           |                           |                           |  |   |                       |                       |                       |  |   |               |               |               |
|  | 5                 | Spurs           | 3               |   |               |                           |                           |                           |  | 1 | Suns*                 | 4                     |                       |  |   |               |               |               |
|  | Conferência Oeste |                 |                 |   |               |                           |                           |                           |  | 1 | Suns*                 | 4                     |                       |  |   |               |               |               |
|  |                   | 3               | SuperSonics     | 3 |               |                           |                           |                           |  |   |                       |                       |                       |  |   |               |               |               |
|  | 3                 | 3               | SuperSonics     | 3 | SuperSonics   | 3                         |                           |                           |  |   |                       |                       |                       |  |   |               |               |               |
|  | 3                 |                 |                 |   | SuperSonics   | 3                         |                           |                           |  |   |                       |                       |                       |  |   |               |               |               |
|  | 6                 | Jazz            | 2               |   |               |                           |                           |                           |  |   |                       |                       |                       |  |   |               |               |               |
|  | 6                 | Jazz            | 2               |   | 3             | SuperSonics               | 4                         |                           |  |   |                       |                       |                       |  |   |               |               |               |
|  |                   |                 |                 |   | 3             | SuperSonics               | 4                         |                           |  |   |                       |                       |                       |  |   |               |               |               |
|  |                   | 2               | Rockets*        | 3 |               |                           |                           |                           |  |   |                       |                       |                       |  |   |               |               |               |
|  | 2                 | 2               | Rockets*        | 3 | Rockets*      | 3                         |                           |                           |  |   |                       |                       |                       |  |   |               |               |               |
|  | 2                 |                 |                 |   | Rockets*      | 3                         |                           |                           |  |   |                       |                       |                       |  |   |               |               |               |
|  | 7                 | Clippers        | 2               |   |               |                           |                           |                           |  |   |                       |                       |                       |  |   |               |               |               |

* - Ganhador da divisão
Negrito - Campeão da série de jogos
Itálico - Time com vantagem de jogos em casa

## Líderes de estatísticas
| Category                     | Player          | Team                | Stat |
| ---------------------------- | --------------- | ------------------- | ---- |
| Pontos por jogo              | Michael Jordan  | Chicago Bulls       | 32.6 |
| Rebotes por jogo             | Dennis Rodman   | Detroit Pistons     | 18.3 |
| Assistências por jogo        | John Stockton   | Utah Jazz           | 12.0 |
| Roubadas de bola por jogo    | Michael Jordan  | Chicago Bulls       | 2.83 |
| Bloqueios por jogo           | Hakeem Olajuwon | Houston Rockets     | 4.17 |
| Porcentagem de arremessos    | Cedric Ceballos | Phoenix Suns        | .576 |
| Porcentagem de lances livres | Mark Price      | Cleveland Cavaliers | .948 |
| Porcentagem de cestas de 3   | B. J. Armstrong | Chicago Bulls       | .453 |

## Prêmios da NBA

### Prêmios anuais
- Jogador Mais Valioso: Charles Barkley, Phoenix Suns
- Novato do Ano: Shaquille O'Neal, Orlando Magic
- Jogador Defensivo do Ano: Hakeem Olajuwon, Houston Rockets
- Sexto Homem do Ano: Clifford Robinson, Portland Trail Blazers
- Jogador Mais Evoluído: Mahmoud Abdul-Rauf, Denver Nuggets
- Técnico do Ano: Pat Riley, New York Knicks

| - All-NBA First Team: - F – Karl Malone, Utah Jazz - F – Charles Barkley, Phoenix Suns - C – Hakeem Olajuwon, Houston Rockets - G – Michael Jordan, Chicago Bulls - G – Mark Price, Cleveland Cavaliers | - All-NBA Second Team: - F – Dominique Wilkins, Atlanta Hawks - F – Larry Johnson, Charlotte Hornets - C – Patrick Ewing, New York Knicks - G – John Stockton, Utah Jazz - G – Joe Dumars, Detroit Pistons | - All-NBA Third Team: - F – Scottie Pippen, Chicago Bulls - F – Derrick Coleman, New Jersey Nets - C – David Robinson, San Antonio Spurs - G – Tim Hardaway, Golden State Warriors - G – Dražen Petrović, New Jersey Nets |

| - NBA All-Defensive First Team: - F – Scottie Pippen, Chicago Bulls - F – Dennis Rodman, Detroit Pistons - C – Hakeem Olajuwon, Houston Rockets - G – Michael Jordan, Chicago Bulls - G – Joe Dumars, Detroit Pistons | - NBA All-Defensive Second Team: - F – Horace Grant, Chicago Bulls - F – Larry Nance, Cleveland Cavaliers - C – David Robinson, San Antonio Spurs - G – Dan Majerle, Phoenix Suns - G – John Starks, New York Knicks |

| - NBA All-Rookie First Team: - Shaquille O'Neal, Orlando Magic - Christian Laettner, Minnesota Timberwolves - LaPhonso Ellis, Denver Nuggets - Alonzo Mourning, Charlotte Hornets - Tom Gugliotta, Washington Bullets | - NBA All-Rookie Second Team: - Walt Williams, Sacramento Kings - Clarence Weatherspoon, Philadelphia 76ers - Latrell Sprewell, Golden State Warriors - Robert Horry, Houston Rockets - Richard Dumas, Phoenix Suns |

Observação: Toda a informação nessa página foi obtiva da seção histórica em NBA.com

### Jogador da Semana
Os seguintes jogadores foram nomeados Jogador da Semana da NBA.
| Week                              | Player                              |
| --------------------------------- | ----------------------------------- |
| 6 de novembro - 15 de novembro    | Shaquille O'Neal (Orlando Magic)    |
| 16 de novembro - 22 de novembro   | Michael Jordan (Chicago Bulls)      |
| 23 de novembro - 29 de novembro   | David Robinson (San Antonio Spurs)  |
| 30 de novembro - 6 de dezembro    | Dražen Petrović (New Jersey Nets)   |
| 7 de dezembro - 13 de dezembro    | Charles Barkley (Phoenix Suns)      |
| 14 de dezembro - 20 de dezembro   | Patrick Ewing (New York Knicks)     |
| 21 de dezembro - 27 de dezembro   | Sean Elliott (San Antonio Spurs)    |
| 28 de dezembro - 3 de janeiro     | David Robinson (San Antonio Spurs)  |
| 4 de janeiro - 9 de janeiro       | Shawn Kemp (Seattle SuperSonics)    |
| 10 de janeiro - 17 de janeiro     | Hakeem Olajuwon (Houston Rockets)   |
| 18 de janeiro - 24 de janeiro     | Patrick Ewing (New York Knicks)     |
| 25 de janeiro - 31 de janeiro     | Karl Malone (Utah Jazz)             |
| 1 de fevereiro - 7 de fevereiro   | Nick Anderson (Orlando Magic)       |
| 8 de fevereiro - 14 de fevereiro  | Larry Johnson (Charlotte Hornets)   |
| 23 de fevereiro - 28 de fevereiro | Hakeem Olajuwon (Houston Rockets)   |
| 1 de março - 7 de março           | Rony Seikaly (Miami Heat)           |
| 8 de março - 14 de março          | Rumeal Robinson (New Jersey Nets)   |
| 15 de março - 21 de março         | Patrick Ewing (New York Knicks)     |
| 22 de março - 22 de março         | Dikembe Mutombo (Denver Nuggets)    |
| 29 de março - 4 de abril          | Charles Barkley (Phoenix Suns)      |
| 5 de abril - 11 de abril          | Hakeem Olajuwon (Houston Rockets)   |
| 12 de abril - 18 de abril         | Alonzo Mourning (Charlotte Hornets) |
| 19 de abril - 25 de abril         | Larry Johnson (Charlotte Hornets)   |

### Jogador do Mês
Os seguintes jogadores foram nomeados Jogador do Mês da NBA.
| Mês       | Jogador                           |
| --------- | --------------------------------- |
| Novembro  | Michael Jordan (Chicago Bulls)    |
| Dezembro  | Charles Barkley (Phoenix Suns)    |
| Janeiro   | Hakeem Olajuwon (Houston Rockets) |
| Fevereiro | Dominique Wilkins (Atlanta Hawks) |
| Março     | Patrick Ewing (New York Knicks)   |
| Abril     | Hakeem Olajuwon (Houston Rockets) |

### Novato do Mês
Os seguintes jogadores foram nomeados Novato do Mês da NBA.
| Mês       | Jogador                             |
| --------- | ----------------------------------- |
| Novembro  | Shaquille O'Neal (Orlando Magic)    |
| Dezembro  | Shaquille O'Neal (Orlando Magic)    |
| Janeiro   | Shaquille O'Neal (Orlando Magic)    |
| Fevereiro | Shaquille O'Neal (Orlando Magic)    |
| Março     | Alonzo Mourning (Charlotte Hornets) |
| Abril     | Alonzo Mourning (Charlotte Hornets) |

### Técnico do Mês
Os seguintes técnicos foram nomeados Técnico do Mês da NBA.
| Mês       | Técnico                             |
| --------- | ----------------------------------- |
| Novembro  | Mike Dunleavy (Milwaukee Bucks)     |
| Dezembro  | Paul Westphal (Phoenix Suns)        |
| Janeiro   | John Lucas (San Antonio Spurs)      |
| Fevereiro | Lenny Wilkens (Cleveland Cavaliers) |
| Março     | Bob Weiss (Atlanta Hawks)           |
| Abril     | Rudy Tomjanovich (Houston Rockets)  |